# Muganza (Kigoma)
Muganza è una circoscrizione rurale (rural ward) della Tanzania situata nel distretto urbano di Kasulu, regione di Kigoma. Conta una popolazione di 17 940 abitanti (censimento 2012).